# 八路军一二九师纪念馆
八路军一二九师纪念馆位于河北省邯郸市涉县赤岸村，为第四批全国重点文物保护单位、国家AAAA级旅游景区。
是中国国内唯一一处全面反映八路军一二九师历史的纪念馆，集参观、学习、瞻仰、祭奠、休闲、体验等多功能于一体的博物馆。由司令部旧址、将军岭、陈列馆、赤水湾及相关红色产业园区组成，其中将军岭占地340余亩，1986年建设至今安葬有刘伯承、徐向前、李达、黄镇等17位129师高级将领的骨灰，1990年邓小平亲笔题写“将军岭”岭名及“刘伯承元帅纪念亭”亭名。年均接待游客逾140万人次。